# Young People's Concerts
Gli Young People's Concerts alla New York Philharmonic sono la serie di concerti di musica classica per famiglie più longeva al mondo.

## Storia
Iniziarono nel 1924 sotto la direzione dello "Zio" Ernest Schelling. In precedenza le Family Matinees avevano iniziato nel lontano 1885 sotto il direttore d'orchestra Theodore Thomas. Josef Stránský li sviluppò ulteriormente sotto il nome di Young People's Concerts a partire dal 1914. Hanno continuato ininterrottamente con questo nome dal 1926. Ernest Schelling diresse il suo primo Young People's Concert il 27 marzo 1924. Combinando le esibizioni musicali della Filarmonica con conferenze, Schelling preparò il terreno per il programma. Durante quel periodo lo spettacolo andò in onda più volte, viaggiando a Filadelfia, Londra, Rotterdam e Los Angeles.

## Gli Young People’s Concerts di Leonard Bernstein sulla CBS (1958–72)
Leonard Bernstein portò gli Young People's Concerts a un nuovo livello di attenzione quando arrivò come direttore della New York Philharmonic nel 1958. Fondamentalmente la prima esibizione con lui come direttore musicale, il 18 gennaio 1958, alla Carnegie Hall di New York City fu il primo di questi concerti ad essere trasmesso in televisione. A partire dal 1962 gli Young People's Concerts divennero la prima serie di concerti mai trasmessa in televisione dal Lincoln Center. Bernstein ha diretto un totale di 53 spettacoli di questo tipo, tutti trasmessi dalla CBS e trasmessi in cooperazione con oltre 40 paesi. Bernstein continuò i concerti anche durante una stagione sabbatica dell'orchestra 1964-1965. Anche se Bernstein lasciò il ruolo di direttore musicale nel 1969, continuò a dirigere gli Young People's Concerts come Direttore Emeritus fino al 1972. Le esibizioni di Bernstein hanno ispirato generazioni di musicisti e amanti della musica e ora sono tutte disponibili su DVD. La messa in onda del programma fu però interrotta nel marzo 1972, con un concerto finale dei giovani incentrato su The Planets di Gustav Holst (Bernstein aveva pianificato di fare un programma su Anton Bruckner dopo The Planets).
Trasmessi originariamente il sabato (episodi 1–7) e la domenica (episodi 8–15), i concerti si spostarono in prima serata per gli episodi 16–40. Questo era probabilmente un contrasto della CBS al discorso di Newton N. Minow che si riferiva alla televisione come a una vasta terra desolata. La serie tornò alla domenica pomeriggio (episodi 41–53). I concerti furono anche trasmessi in collaborazione in quaranta paesi.

### Elenco delle trasmissioni
| Episodio n. | Titolo                                                    | Data di messa in onda originale | Esecutori | Pubblicazione su DVD |
| ----------- | --------------------------------------------------------- | ------------------------------- | --- | -------------------- |
| 1           | Cosa significa la musica?                                 | 18 gennaio 1958                 | | Sett 2004            |
| 2           | Cos'è la musica americana?                                | 1 febbraio 1958                 | Aaron Copland | Sett 2004            |
| 3           | Cos'è l'orchestrazione?                                   | 8 marzo 1958                    | | Sett 2004            |
| 4           | Cosa rende la musica sinfonica?                           | 13 dicembre 1958                | | Sett 2004            |
| 5           | Cos'è la musica classica?                                 | 24 gennaio 1959                 | | Sett 2004            |
| 6           | Umorismo nella musica                                     | 28 febbraio 1959                | | Sett 2004            |
| 7           | Cos'è un concerto?                                        | 28 marzo 1959                   | John Corigliano Sr.; John Wummer | Sett 2004            |
| 8           | Chi è Gustav Mahler?                                      | 7 febbraio 1960                 | Reri Grist; Helen Raab; William Lewis | Sett 2004            |
| 9           | Giovani Interpreti n° 1                                   | 6 marzo 1960                    | Daniel Domb; Kenneth Schermerhorn; Barry Finclair; Stefan B. Mengelberg; Alexandra Wager                                                             | Nov 2013             |
| 10          | Strumenti insoliti del presente, del passato e del futuro | 27 marzo 1960                   | New York Pro Musica; Noah Greenberg; Vladimir Ussachevsky; Anita Darian                                                                              | Nov 2013             |
| 11          | Il secondo uragano                                        | 24 aprile 1960                  | The High School of Music & Art |                      |
| 12          | Ouvertures e Preludi                                      | 8 gennaio 1961                  | | Nov 2013             |
| 13          | Festa di compleanno di Aaron Copland                      | 12 febbraio 1961                | Aaron Copland; William Warfield | Nov 2013             |
| 14          | Giovani Interpreti n° 2                                   | 19 marzo 1961                   | Lynn Harrell; Elyakum Shapirra; Jung-Ja Kim; Russell Stanger; Veronica Tyler; Gregory Millar; Henry Chapin                                           | Nov 2013             |
| 15          | La musica popolare in sala da concerto                    | 9 aprile 1961                   | Marni Nixon | Sett 2004            |
| 16          | Cos'è l'impressionismo?                                   | 23 novembre 1961                | | Sett 2004            |
| 17          | La strada per Parigi                                      | 18 gennaio 1962                 | Zara Nelsova | Nov 2013             |
| 18          | Buon compleanno, Igor Stravinsky                          | 26 marzo 1962                   | | Sett 2004            |
| 19          | Giovani Interpreti n° 3                                   | 14 aprile 1962                  | Seiji Ozawa; Gary Karr; Maurice Peress; John Canarina; Ruth & Naomi Segal; Paula Robison; Paul Green; Tony Cirone; David Hopper                      | Nov 2013             |
| 20          | Il suono di una sala                                      | 21 novembre 1962                | John Corigliano, Sr.; Frank Gullino; Joseph Bernstein; William Dembinsky                                                                             | Nov 2013             |
| 21          | Cos'è una melodia?                                        | 21 dicembre 1962                | | Sett 2004            |
| 22          | Giovani Interpreti n° 4                                   | 15 gennaio 1963                 | Joan Weiner; Yuri Krasnopolsky; Claudia Hoca; Zoltán Rozsnyai; Pamela Paul; Serge Fournier; André Watts                                              | Nov 2013             |
| 23          | Lo spirito latinoamericano                                | 8 marzo 1963                    | Netania Davrath | Sett 2004            |
| 24          | Un omaggio agli insegnanti                                | 29 novembre 1963                | | Nov 2013             |
| 25          | Giovani Interpreti n° 5                                   | 23 dicembre 1963                | Heidi Lehwalder; Amos Eisenberg; Weldon Berry, Jr.; Claudio Abbado; Shulamit Ran (as Shulamith Ran); Pedro Calderon; Stephen E. Kates; Zdeněk Košler | Nov 2013             |
| 26          | Il genio di Paul Hindemith                                | 23 febbraio 1964                | | Nov 2013             |
| 27          | Il Jazz in sala da concerto                               | 11 marzo 1964                   | Gunther Schuller; Aaron Copland | Sett 2004            |
| 28          | Cos'è la forma sonata?                                    | 6 novembre 1964                 | Veronica Tyler | Sett 2004            |
| 29          | Addio al nazionalismo                                     | 30 novembre 1964                | | Nov 2013             |
| 30          | Giovani Interpreti n° 6                                   | 28 gennaio 1965                 | Patricia Michaelian; James Buswell IV | Nov 2013             |
| 31          | Un tributo a Sibelius                                     | 19 febbraio 1965                | Sergiu Luca | Sett 2004            |
| 32          | Atomi musicali: uno studio degli intervalli               | 29 novembre 1965                | | Sett 2004            |
| 33          | Il suono di un'orchestra                                  | 14 dicembre 1965                | | Sett 2004            |
| 34          | Un omaggio di compleanno a Šostakovič                     | 5 gennaio 1966                  | | Sett 2004            |
| 35          | Giovani Interpreti n° 7                                   | 22 febbraio 1966                | Paul Schoenfeld; Stephanie Sebastian;David Oei; Horacio Gutiérrez; James DePreist; Jacques Houtmann; Edo de Waart                                    | Nov 2013             |
| 36          | Cos'è una modalità?                                       | 23 novembre 1966                | | Sett 2004            |
| 37          | Giovani Interpreti n° 8                                   | 27 gennaio 1967                 | Elmar Oliveira; Mark Salkind; Fred Alston; Donald Green; Juan Pablo Izquierdo; Sylvia Caduff; George Reid; Young Uck Kim                             | Nov 2013             |
| 38          | Charles Ives: Pioniere americano                          | 23 febbraio 1967                | | Nov 2013             |
| 39          | Riunione degli ex alunni                                  | 19 aprile 1967                  | Stephen E. Kates; Veronica Tyler; André Watts | Nov 2013             |
| 40          | Un brindisi a Vienna in tempo di ¾                        | 25 dicembre 1967                | Christa Ludwig; Walter Berry | Sett 2004            |
| 41          | Per sempre Beethoven                                      | 28 gennaio 1968                 | Joseph Kalichstein; Paul Capolongo | Nov 2013             |
| 42          | Giovani Interpreti n° 9                                   | 31 marzo 1968                   | Lawrence Foster; Alois Springer; Martin and Steven Vann; Helen Quach, Michael DeTemple                                                               | Nov 2013             |
| 43          | Concerto-quiz: quanto sei musicale?                       | 26 maggio 1968                  | | Sett 2004            |
| 44          | Fantastiche variazioni (Don Quixote)                      | 25 dicembre 1968                | Lorne Munroe, cellist | Nov 2013             |
| 45          | Bach magicamente trasformato                              | 27 aprile 1969                  | Michael Korn; Leopold Stokowski; Sintetizzatore Moog; New York Rock and Roll Ensemble                                                                | Nov 2013             |
| 46          | Berlioz fa un viaggio                                     | 25 maggio 1969                  | | Sett 2004            |
| 47          | Due uccelli da balletto                                   | 14 settembre 1969               | | Sett 2004            |
| 48          | Fidelio: Una celebrazione della vita                      | 29 marzo 1970                   | Forest Warren; Anita Darian; Howard Ross; David Cumberland                                                                                           | Sett 2004            |
| 49          | L'anatomia di un'orchestra sinfonica                      | 24 May 1970                     | | Nov 2013             |
| 50          | Una celebrazione di Copland                               | 27 dicembre 1970                | Stanley Drucker | Nov 2013             |
| 51          | Also Sprach Zarathustra Richard Strauss                   | 4 aprile 1971                   | | Nov 2013             |
| 52          | Liszt e il Diavolo                                        | 13 febbraio 1972                | | Nov 2013             |
| 53          | Holst: I pianeti                                          | 26 marzo 1972                   | | Nov 2013             |

Kultur International Films ha pubblicato il Volume I in DVD nel 2004 e il Volume II in DVD nel 2013. Ogni volume contiene più di venti ore di concerti.

## Young People's Concerts dopo Bernstein
Ogni stagione diversi direttori d'orchestra diversi hanno diretto gli Young People's Concerts. Michael Tilson Thomas divenne un direttore regolare negli anni '70, ma altri direttori comprendevano figure come Erich Leinsdorf, Pierre Boulez, Igor Buketoff, Zubin Mehta, Aaron Copland e più tardi Kurt Masur, Leonard Slatkin e André Previn.
La Filarmonica di New York presenta quattro Young People's Concerts ogni stagione, oltre ai concerti in tour, l'ultimo a Hong Kong il 17 febbraio 2008. A New York Delta David Gier è direttore e presentatore, la prima persona a dirigere tutti tali concerti in una stagione dal 1952. Ogni stagione è a tema come un tutt'uno, ad esempio le quattro età della musica e la performance dal vivo è completata da immagini dal vivo proiettate su un grande schermo, oltre ad attori, ballerini che aiutano a dar vita ai temi. Il noto drammaturgo Tom Dulack scrive la sceneggiatura dei concerti. Ogni concerto è preceduto da Kidzone Live, una fiera musicale interattiva che coinvolge oltre 1000 bambini sui temi del concerto con attività pratiche su tutti e quattro i livelli della hall dell'Avery Fisher Hall.
Nel 2005 la New York Philharmonic ha avviato una serie sorella chiamata Very Young People's Concerts, eseguita da un gruppo di otto-dieci musicisti della Filarmonica alla Merkin Concert Hall. I bambini arrivano per i giochi musicali suonati con i singoli musicisti, quindi si siedono per un concerto di 30 minuti con una storia ambientata su un brano musicale importante, come una delle Quattro stagioni di Vivaldi, o una parte del Quartetto per archi in fa maggiore di Maurice Ravel. I bambini provano piccoli strumenti a corda prima di andarsene. Anche i concerti dei Very Young People fanno il tutto esaurito in abbonamento.